# Qalatga Darband
Qalatga Darband è un'antica città fortezza scoperta nei pressi delle rive del lago di Dokan, nel Kurdistan iracheno. La città risale al periodo ellenistico, databile attorno al 331 a.C.
La città fungeva da base d'appoggio per soldati e mercanti in transito tra gli odierni Iraq e Iran, lungo la strada percorsa da Alessandro Magno dopo avere sconfitto Dario III di Persia nella battaglia di Gaugamela.
Nel 2016, il British Museum studiò e scelse con cura il luogo esatto di escavazione e diede inizio a un programma, supportato dal governo britannico, di scavi e di protezione dei beni archeologici in collaborazione con archeologi iracheni. Gli scavi dureranno fino al 2020.

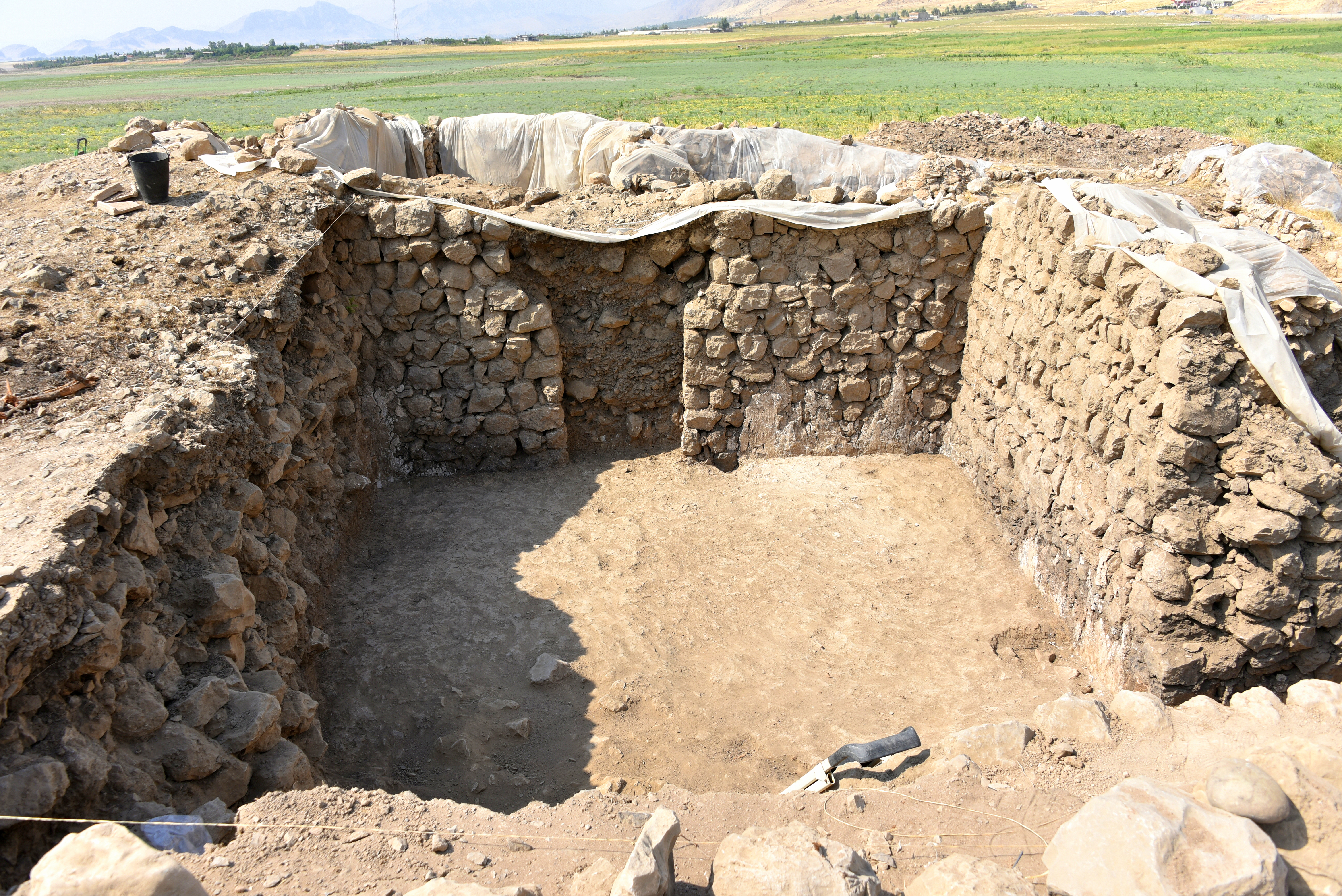
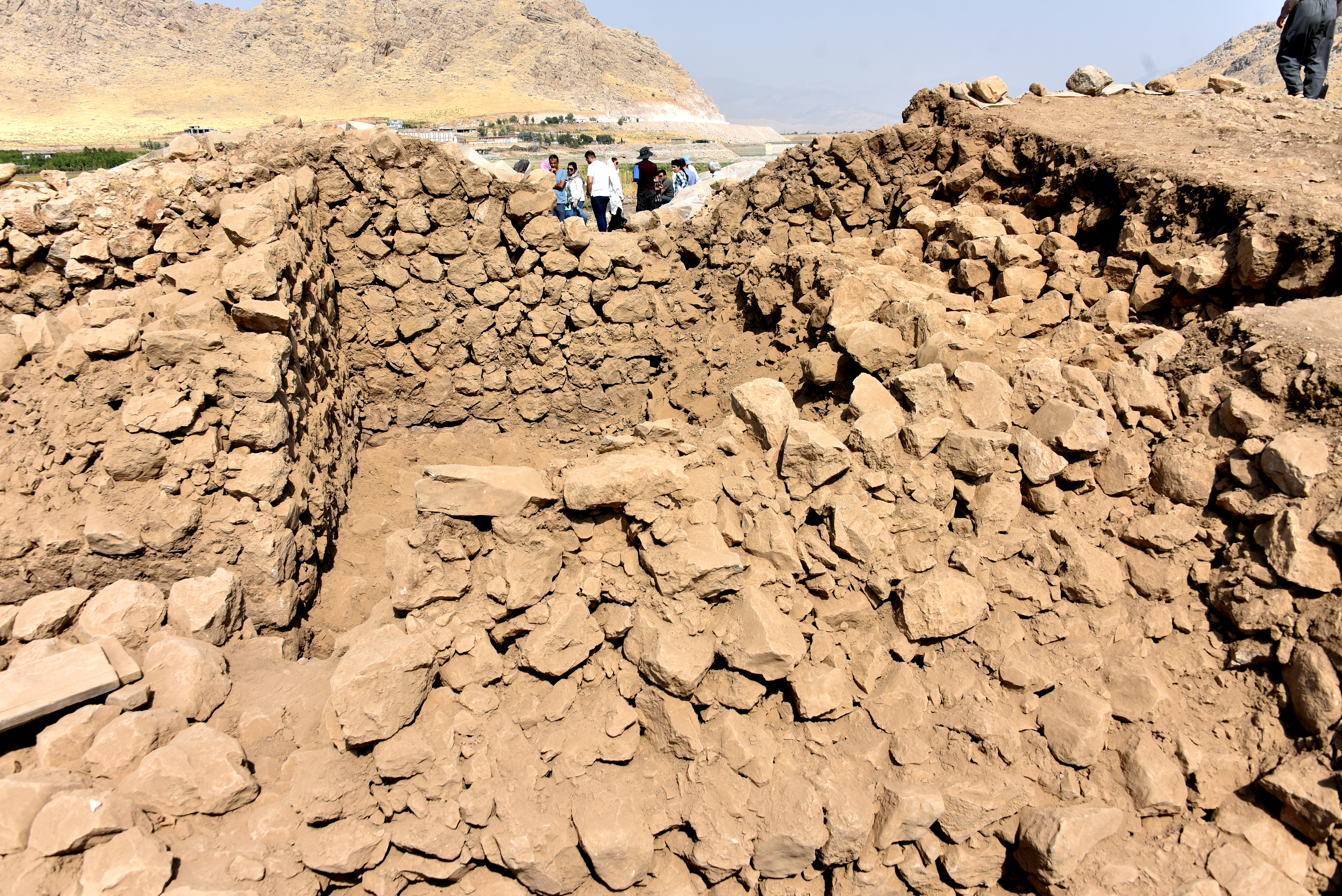
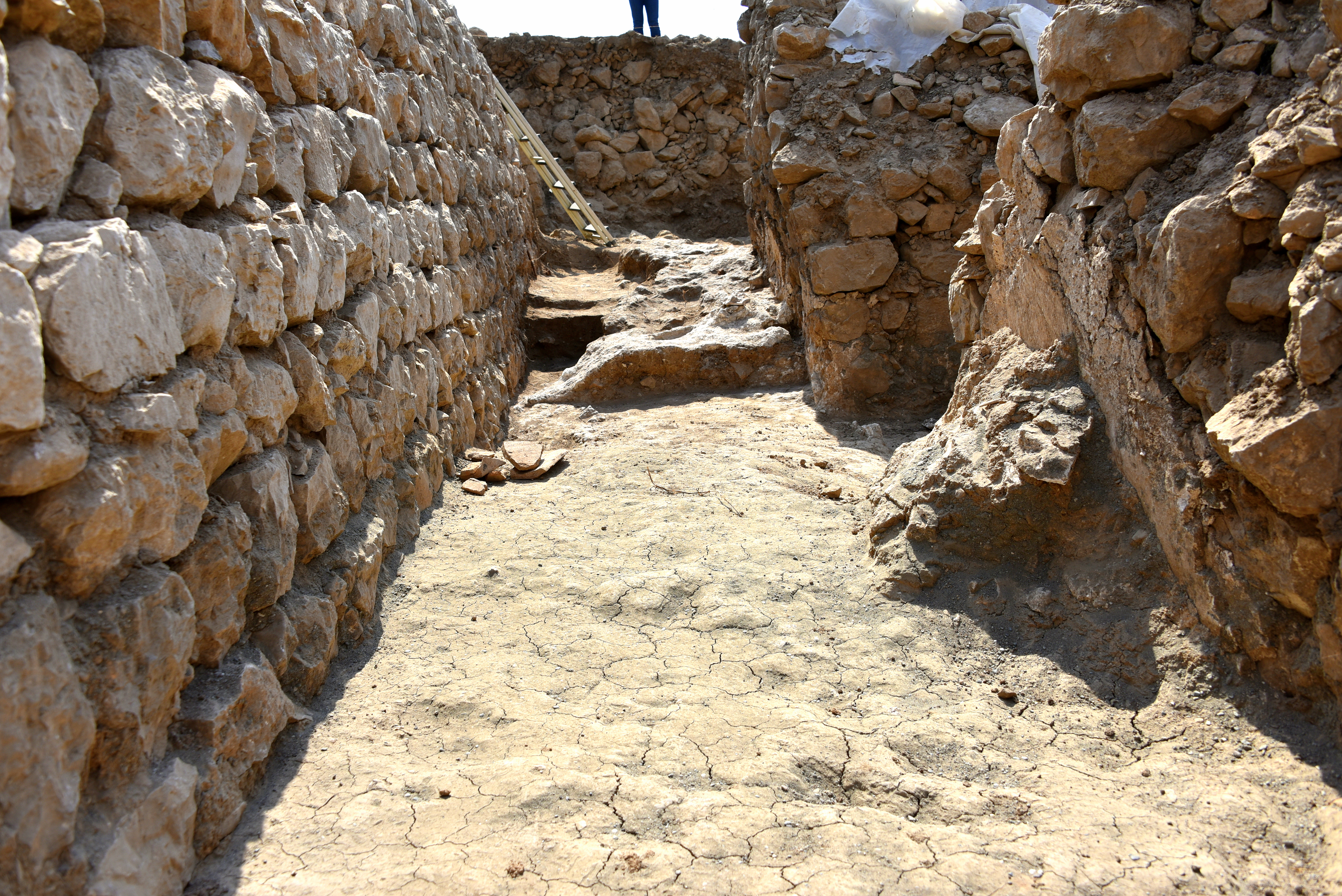
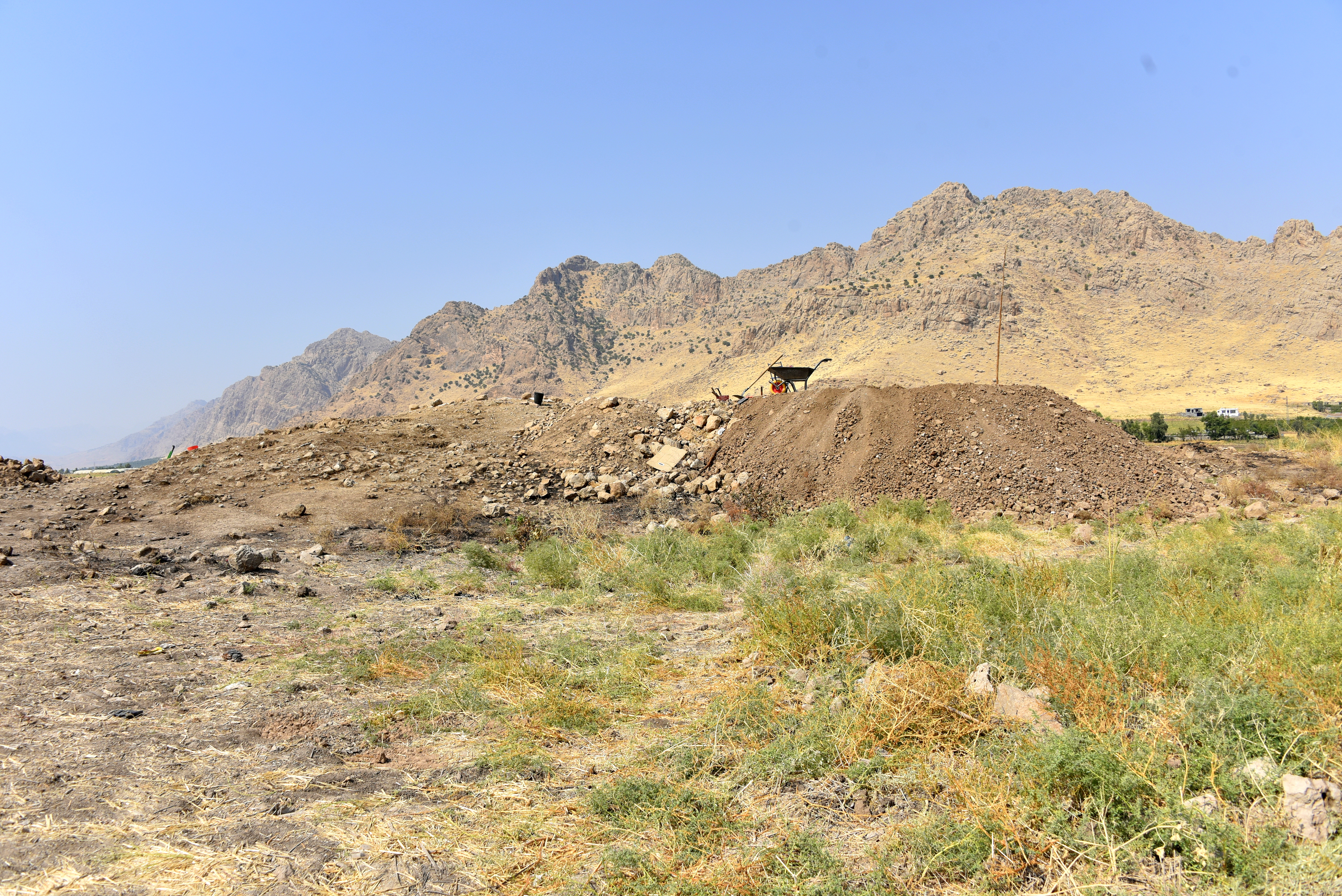
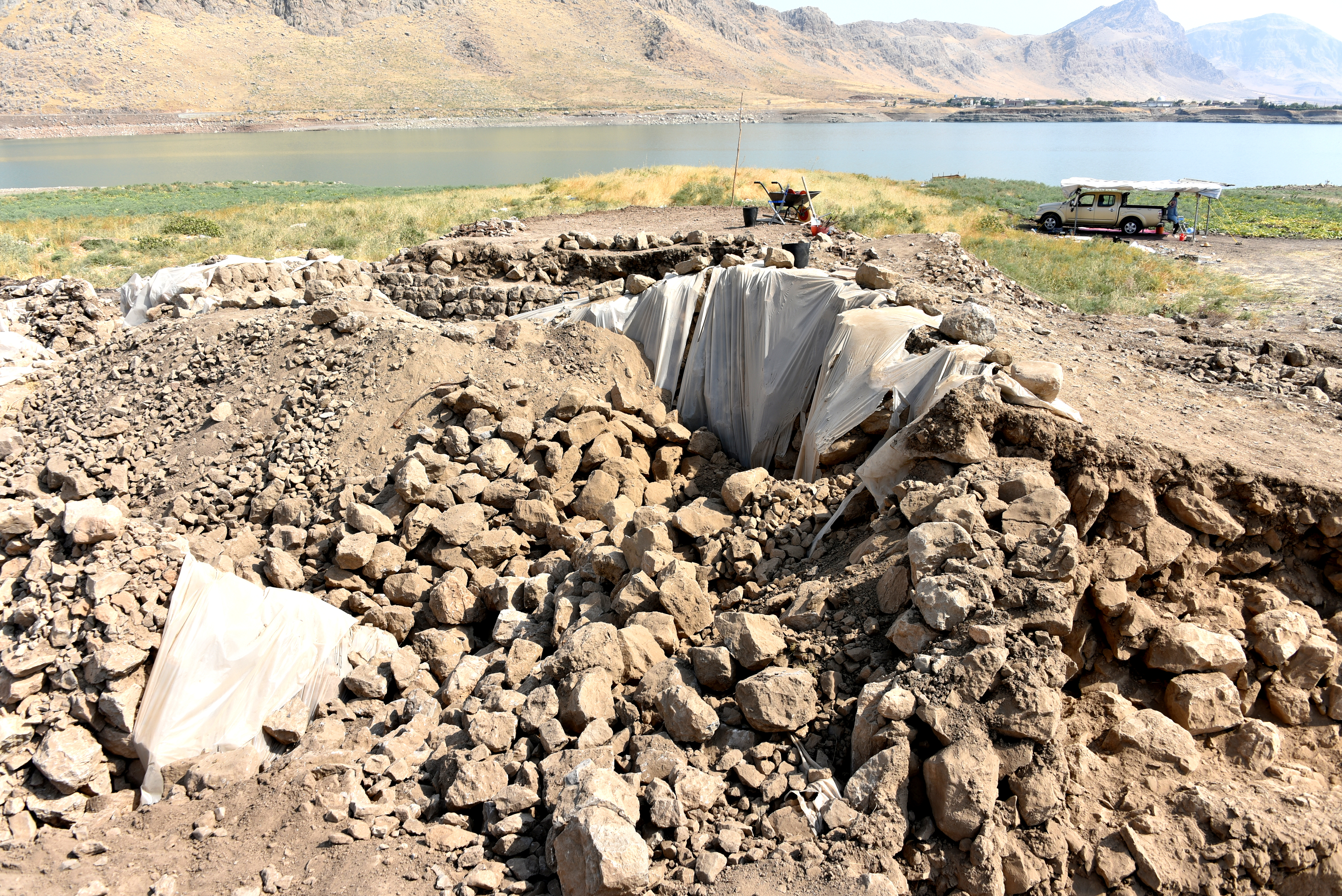